# Groningen IV (schip, 1877)
De SS Groningen IV was een beurtvaart-veerboot van de Groninger & Lemmer Stoomboot Maatschappij, de rederij van de gebroeders Nieveen. Het schip was in gebruik in de veerdienst tussen Lemmer en Amsterdam. De Groningen IV is in de nacht van 8 op 9 januari 1945 gezonken na een aanvaring met het zusterschip Jan Nieveen. Bij deze aanvaring kwamen dertien opvarenden om het leven. De slachtoffers zaten in de kajuit in het voorschip; de toegangsdeur was door de aanvaring geblokkeerd.
De ramp vond plaats tijdens de hongerwinter; de veerdienst van de Lemmerboot werd toen veelvuldig gebruikt door mensen uit het westen van Nederland die op hongertocht naar Friesland gingen om eten te kopen.
Na de oorlog, in september 1946, is het wrak gelicht en naar Enkhuizen gebracht. Het heeft daar nog enkele jaren gelegen maar bleek niet meer te herstellen en is geveild en gesloopt.